# Orçay
 Orçay  es una población y comuna francesa, en la región de Centro, departamento de Loir y Cher, en el distrito de Romorantin-Lanthenay y cantón de Salbris.

## Demografía
| 200 | 177 | 191 | 260 | 259 | 257 | 239 |
| Para los censos de 1962 a 1999 la población legal corresponde a la población sin duplicidades (Fuente: INSEE [Consultar]) |     |     |     |     |     |     |